# Klobikau
Klobikau è un ex comune tedesco di 601 abitanti, situato nel land della Sassonia-Anhalt.
Dal 1º gennaio 2008 Klobikau, insieme a Delitz am Berge e Schafstädt, fu incorporata a Bad Lauchstädt, divenendone una frazione.